# Tesla Cybertruck
De Tesla Cybertruck is een elektrische pick-up truck van het Amerikaanse automerk Tesla. Wegens ondermaatse voetgangersveiligheid is de Tesla Cybertruck niet toegelaten op de Europese wegen.

## Aankondiging
Op 23 november 2019 zijn drie verschillende modellen aangekondigd, met een actieradius tussen de 400 en 800 km, en een geschatte acceleratietijd van van 0 naar 100 km/u in 2,9 tot 6,5 seconden, afhankelijk van het model. De instapprijs van het model met achterwielaandrijving werd aangekondigd als US$ 39.900, de prijzen van de modellen met vierwielaandrijving begonnen bij US$ 49.900.
Tesla heeft als doel voorgenomen om met de ontwikkeling van de Cybertruck te voorzien in een duurzame optie voor de ruwweg 6.500 trucks met fossiele verbrandingsmotoren die dagelijks in de Verenigde Staten worden verkocht. Het voertuig is voor een groot deel vervaardigd uit roestvrij staal. Daarnaast zou het voertuig ook kogelwerend moeten zijn en wordt het gezien als het voertuig voor op Mars. Elon Musk had zich voor het uiterlijk van deze auto laten inspireren door de Lotus Esprit.

## Ontvangst
Van de onthulling van de Cybertruck werd uitgebreid verslag gedaan door de media en op blogs/sociale media. Ook waren bekende YouTubers uitgenodigd. Aanvankelijk waren de reacties gemengd door de scherpe contouren van het voertuig. Korte tijd daarna verschenen er diverse grappen en internetmeme's. Tijdens een demonstratie bracht een metalen bal tegen de verwachting in schade toe aan het kogelwerende glas. Ook deze gebeurtenis kreeg veel media aandacht en werd met memes bespot op sociale media. Mede door het zeer ongewone uiterlijk en de uiteenlopende reacties hierop zakte Tesla's aandelenprijs met zes procent.
Na de aankondiging van het model werd bekend dat er al 150.000 reserveringen waren gemaakt voor de Cybertruck. Dit aantal was op 8 december 2020 gestegen naar 650.000.

## Productie
Ongeveer vier jaar na de aankondiging werd op 15 juli 2023 een foto gedeeld van de eerste Cybertruck die in de fabriek Giga Texas was geproduceerd.
Op 30 november 2023 werd de eerste Cybertruck gepresenteerd. De prijs voor het simpelste model, met aandrijving alleen op de achterwielen,  was US$ 61.000; ruim 50% duurder dan aangekondigd in 2019. Dit model komt pas in 2025 in productie. Eerder komen twee duurdere versies, als eerste de Cyberbeast met vierwielaandrijving die ongeveer US$ 80.000 gaat kosten. De duurste versie gaat US$ 100.000 kosten. De Cybertruck voor lange afstanden krijgt een bereik van 547 km, maar kan aangevuld worden met nog een extra batterijpakket waarmee het bereik wordt vergroot naar 756 km. In 2019, voorspelde Musk een bereik van minimaal 500 mijl, maar de productieversies blijven daar ver onder. Musk heeft eerder verteld dat Tesla zo'n 250.000 Cybertrucks gaat maken in 2025 en deze indicatie werd in november 2023 niet gewijzigd.